# Асэлла
Асэ́лла (амх. አሰላ) — город в центральной части Эфиопии, в зоне Арси (регион Оромия). Расположен в 175 км к югу от Аддис-Абебы, на высоте 2430 м над уровнем моря.
Был столицей провинции Арси, которая в 1995 году приняла статус зоны. Имеется аэропорт, который связывает Асэллу с крупнейшими городами страны. По данным переписи 2007 года население города составляет 67 269 человек, из них 33 826 мужчин и 33 443 женщины. 67,43 % населения являются приверженцами эфиопской православной церкви; 22,65 % — мусульмане и 8,75 % — протестанты. По данным прошлой переписи 1994 года население Асэллы насчитывало 47 391 человек.
Арси с Асэллой — родина знаменитых эфиопских стайеров Хайле Гебреселассие, Кененисы Бекеле, Тирунеш Дибабы, Дерарту Тулу.